# Tubarão-de-dente-liso
O tubarão-de-dente-liso (Carcharhinus leiodon) é uma espécie de tubarão pertencente à família Carcharhinidae. Conhecido apenas pelo espécime-tipo capturado no Golfo de Adem, próximo ao leste do Iêmen, e por alguns espécimes adicionais obtidos no Golfo Pérsico, próximo ao Kuwait, este tubarão atinge até 1,3 metro de comprimento. Possui um corpo robusto de coloração esverdeada, focinho curto e barbatanas com pontas pretas. Pode ser distinguido de espécies semelhantes por seus dentes estreitos, retos e de bordas lisas.
Pouco se sabe sobre a história natural do tubarão-de-dente-liso; provavelmente, habita águas rasas e alimenta-se de pequenos peixes ósseos. Presume-se que seja vivíparo, como outros membros de sua família. A União Internacional para a Conservação da Natureza (IUCN) classificou esta espécie pela última vez como em perigo. Embora mais espécimes tenham sido descobertos desde então, seu estado de conservação permanece preocupante devido à intensa pesca e à destruição de habitat em sua área de distribuição.

## Taxonomia e filogenia
O primeiro espécime conhecido do tubarão-de-dente-liso foi um macho imaturo de 75 cm capturado por Wilhelm Hein em 1902 e depositado no Museu de História Natural de Viena. A localidade registrada foi o Golfo de Adem, próximo a "Gischin", provavelmente a cidade de Caxém, no leste do Iêmen. Em 1985, o ictiólogo neozelandês Jack Garrick [en] examinou o tubarão e o descreveu como uma nova espécie em um relatório técnico da Administração Oceânica e Atmosférica Nacional. Ele atribuiu o epíteto específico leiodon, derivado do grego leios ("liso") e odon ("dente"). Essa espécie era conhecida apenas por esse único espécime até 2008, quando pesquisas pesqueiras no Kuwait revelaram mais indivíduos.
Com base na morfologia, Leonard Compagno [en], em 1988, agrupou provisoriamente o tubarão-de-dente-liso com o Carcharhinus brevipinna, o tubarão-galha-preta (C. limbatus), o Carcharhinus amblyrhynchoides e o cação-dente-liso (C. isodon). Utilizando técnicas de filogenética molecular em sequências de DNA mitocondrial, Alec Moore e colegas relataram, em 2011, que esta espécie é próxima ao Carcharhinus amblyrhynchoides, ao tubarão-galha-preta e ao tubarão-da-barreira-de-coral (C. tilstoni).

## Descrição
Superficialmente, o tubarão-de-dente-liso assemelha-se ao tubarão-de-pontas-negras-do-recife (C. melanopterus). Possui um corpo robusto, com focinho curto e arredondado. As narinas grandes são precedidas por abas de pele triangulares bem desenvolvidas. Os olhos pequenos e circulares possuem membranas nictitantes. A boca forma um arco amplo e apresenta sulcos muito curtos nos cantos. Há 16 fileiras de dentes superiores e 14–15 inferiores de cada lado, além de 2 ou 3 dentes pequenos na sínfise (centro) de cada mandíbula. Os dentes têm formato distintivo, com cúspides estreitas e retas, sem serrilhas; o cação-dente-liso e os Carcharhinus brevipinna filhotes são os únicos outros membros de Carcharhinus com dentes semelhantes. Os cinco pares de fendas branquiais são longos.
As barbatanas peitorais, relativamente longas e pontudas, são ligeiramente falciformes (em forma de foice) e originam-se entre a quarta e a quinta fendas branquiais. A primeira barbatana dorsal é de tamanho médio, triangular, com ápice pontudo, e origina-se sobre a parte posterior das bases das barbatanas peitorais. A segunda barbatana dorsal é pequena e posicionada oposta à barbatana anal. Não há crista entre as barbatanas dorsais. As barbatanas pélvicas são triangulares e maiores que a barbatana anal, que possui uma incisura profunda na margem posterior. Uma incisura em forma crescente está presente no pedúnculo caudal, na origem da barbatana caudal superior. A barbatana caudal é assimétrica, com um lobo inferior bem desenvolvido e um lobo superior mais longo, com uma incisura ventral próxima à ponta. Os dentículos dérmicos são ligeiramente sobrepostos e possuem três cristas horizontais proeminentes que levam a três ou cinco dentes marginais. A coloração é amarelo-esverdeada a cinza-esverdeada na parte superior, por vezes com pequenos pontos escuros espalhados. A parte inferior é branca, com uma faixa pálida que se estende aos flancos. Todas as barbatanas têm pontas pretas bem definidas, e uma faixa escura larga percorre da base da segunda barbatana dorsal até a ponta do lobo superior da barbatana caudal. O maior espécime registrado mede 1,2 metro de comprimento.

## Distribuição e habitat

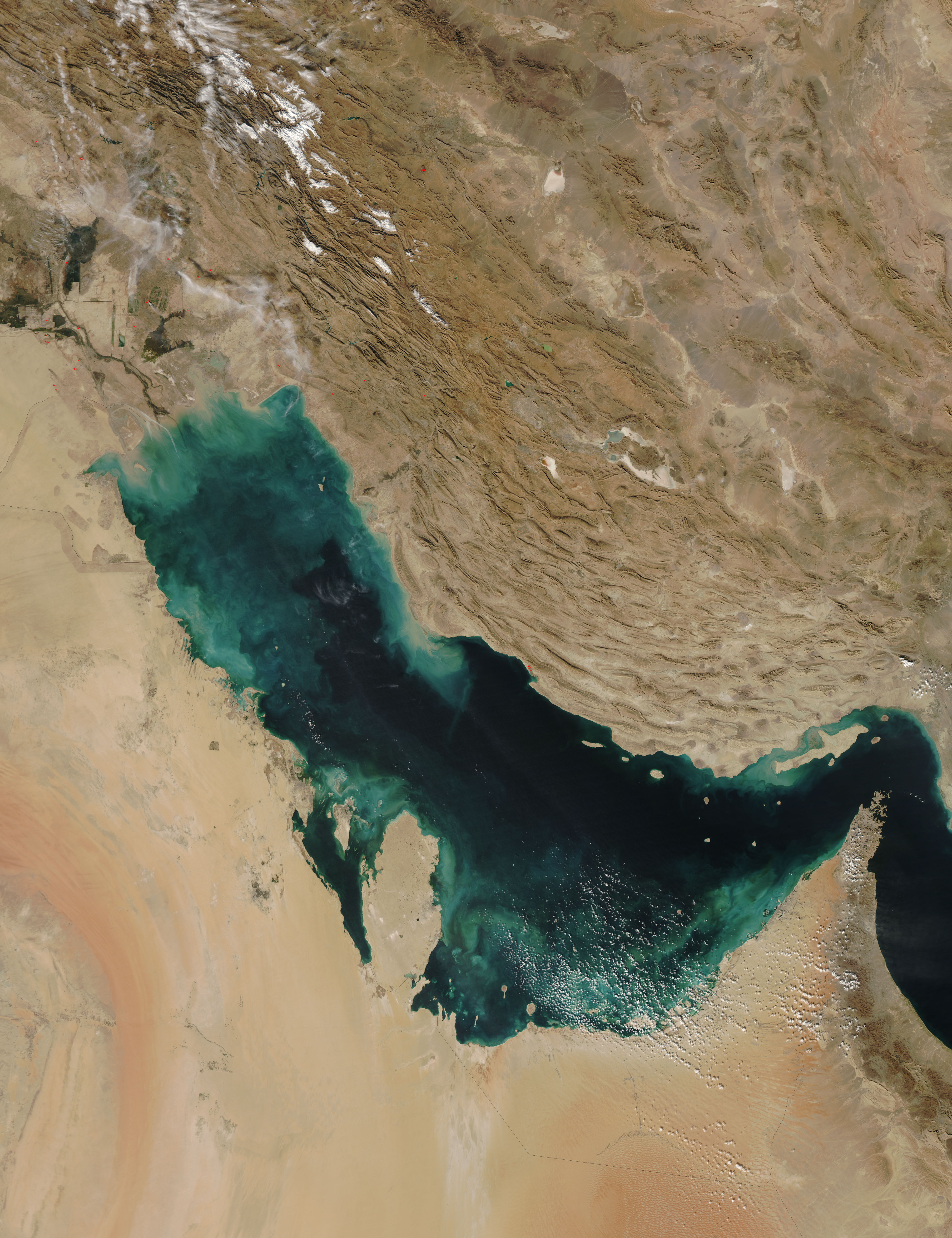
O noroeste do Golfo Pérsico, lar de uma subpopulação do tubarão-de-dente-liso, é um ambiente raso influenciado por água doce.

O tubarão-de-dente-liso foi registrado apenas no leste do Iêmen e no Kuwait, a cerca de 3.000 km de distância. Esses dois locais diferem significativamente: o Golfo de Adem, próximo ao Iêmen, tem mais de 2,5 km de profundidade, com uma estreita plataforma continental e sem entradas fluviais permanentes, enquanto o golfo Pérsico, próximo ao Kuwait, é totalmente mais raso que 40 metros e recebe grande aporte de água doce do sistema fluvial Tigre-Eufrates-Karun. Os espécimes do Kuwait foram obtidos em mercados de peixes; considerando as práticas dos pescadores de lanchas rápidas do Kuwait, presume-se que este tubarão habite águas costeiras rasas. No entanto, essas águas abrangem uma variedade de habitats, de estuários a recifes de coral, tornando os requisitos de habitat do tubarão-de-dente-liso amplamente desconhecidos.

## Biologia e ecologia
Dada sua semelhança com o tubarão-galha-preta, o tubarão-de-dente-liso pode pertencer a um nicho ecológico equivalente em águas rasas dentro de sua área de distribuição. Sabe-se que ele se alimenta de ariídeos, e sua dieta provavelmente inclui outros pequenos peixes ósseos. Presume-se que seja vivíparo, como todas as outras espécies de Carcharhinus, com os filhotes em desenvolvimento sustentados até o nascimento por uma conexão placentária com a mãe. Com base nos espécimes disponíveis, os machos atingem a maturidade sexual entre 0,9 e 1,2 metro de comprimento.

## Interações com humanos
Antes da descoberta de espécimes adicionais no Kuwait, a União Internacional para a Conservação da Natureza classificou o tubarão-de-dente-liso como em perigo, com base em sua suposta área de distribuição e população reduzidas. Apesar da descoberta de uma segunda subpopulação no Kuwait, a espécie provavelmente ainda justifica a classificação de em perigo, pois as águas ao redor da Arábia estão sujeitas a forte pressão pesqueira e destruição de habitat. Pescarias com rede de emalhar e outras no Kuwait capturam o tubarão-de-dente-liso como fauna acompanhante, enquanto pescarias intensivas de tubarões no Iêmen e na Somália operam no golfo de Adem. O status da subpopulação do Iêmen é incerto, pois nenhum outro espécime foi registrado desde o original, há mais de um século.